# 大祓詞
大祓詞（おおはらえのことば）は、神道の祭祀に用いられる祝詞の一つである。もともと大祓式に用いられ、中臣氏が専らその宣読を担当したことから、中臣祭文（なかとみさいもん）とも中臣祓詞（なかとみのはらえことば）とも略して中臣祓（なかとみのはらえ）ともいう。典型は延喜式巻八に六月晦大祓という題名で載る。一般に大祓詞という場合は大祓の参集者に宣り聞かせるものをいい、中臣祓という場合は神前に奏上する形に改めたものをいう。

## 概要
大祓詞は元々は毎年6月と12月の末日に行われる大祓で、犯した罪（神道の観念による「罪」であり、犯罪とは意味合いが異なる）・穢れを祓うために唱えられた祝詞で、中臣氏が京の朱雀門で奏上していたことから中臣祓の称がある。6月と12月では異なる文言であったが、6月の方だけが残った。『延喜式』には「六月晦大祓」として記載されており、今日使用されている大祓詞は「六月晦大祓」の祝詞を元にしたものである。
大祓詞は、当初、大祓の際に参集者に対して宣り聞かせるものであったが、後に神に対して唱えられるようになった。中世には陰陽道や密教と結びつき、陰陽道の呪言や仏教の経典のように、唱えるだけで功得が得られると考えられるようになった。さらに、唱えれば唱えるほど功得が増すと考えられ、何千回、何万回も唱えるようになり、より唱えやすくするために、大祓詞の要点だけをまとめた「最要中臣祓」「最上中臣祓」が作られた。特に仏家神道、儒家神道で重視され、『中臣祓訓解』『中臣祓風水草』などの大祓詞の注釈書も書かれた。
現在では大祓の際に参拝者自らが唱えるほか、神社本庁包括下の神社では毎日神前にて唱えられている。神社本庁のほか、各種の教派神道・神道系新宗教の一部でも使われているが、延喜式記載のものから内容に改変が加えられており、教団によっても多少の差異がある。
大祓詞の成立については賀茂真淵は天智・天武朝説を唱え、本居宣長は文武天皇朝説を唱えているが、いずれの説もその原典になる文章がそれ以前の時代には存在したとしている。

## 沿革
大祓詞の成立については諸説あり、その作者は天児屋命の孫・天種子命であるという説や、常盤大連である説、また天智天皇の命により中臣金連が祓詞を献じて半年毎の大祓に用いられた。この短文を文武天皇の御代に新文が定められたなどの諸説がある。
大祓詞は大祓に用いられる。大祓は、百官男女をはじめ天下万民が知らず知らずのうちに犯した種々の罪穢を除き去るため、毎年6月と12月の晦日（末日）に京の朱雀門で行われる。令制、貞観儀式、延喜式によると、宮中において中臣が御麻を奉り、東西文部が祓刀を奉り、漢音の祓詞を読む。大臣以下の百官男女はみな祓所に参集し、神祇官切麻を五位以上に頒布し、ここで中臣祓詞を読み、祓い終えて後、六位以下に大麻を引かさせる。『延喜式』巻八「祝詞」には「六月晦大祓」として記載されており「十二月准此」と注記がある。
大祓詞は文章が優秀にして壮大であり、その思想は国民精神の一面を表現したものであると評される。このため、中世以来、神道の経典として重んじられ、これを神前で奏上することで祈願が達成できると信仰されるに至る。千度祓や万度祓が盛んに行われ、仏教の祈祷の巻数（カンジュ）をまねて御師が信者の間に配布した。古来その注釈書は数多い。
大祓は半年ごとの国家儀礼として定期的に行われたほか、大嘗祭の前や災害・疫病などの際にも臨時に行われた。一方、中臣祓は、大祓詞を私的な祈祷に転用するために、人々に宣り聞かせていた形式を改め、神々に奏上する形式に変えたものであり、10世紀には成立していたと考えられている。中臣祓の名称は中臣氏が読み上げたことに由来する。
中臣祓は神祇官において天皇の禊祓のために用いられた。11世紀初頭には陰陽師たちが私的な祈祷に中臣祓を用いていたことが確認できる。すなわち『紫式部日記』寛弘5年（1008）9月10日条に、中宮の安産祈願のために陰陽師が総動員されたこと、彼らが唱える「八百万の神も耳ふり立てぬはあらじ」という中臣祓の結句が聞こえることが記載されている。
中臣祓の文章は、12世紀初頭成立の朝野群載に中臣祭文と題して載るものが最も古い。延喜式の大祓詞が皆に宣り聞かせる言葉であるのに対し、朝野群載の中臣祭文は神々に申し上げる形式に改められ、何時でも何処でも誰でも読み上げられるようになっている。神社本庁所属の研究者・岡田米夫の主張によると、朝野群載の中臣祭文が現代に祈祷の意味で神前に読み上げられる大祓詞の最も古い形である。朝野群載の中臣祭文で注目すべきは「祓戸の八百万の御神達」という記述があることである。大祓詞には祓戸の四神が現れるが、朝野群載の中臣祭文ではこの四神に限られない。現在の神社本庁が頒布する大祓詞が祓戸神を「天津神、国津神、八百万の神達」としているのは、朝野群載の中臣祭文の精神を継承したものであり、これが最も古い形であるという。
やがて中臣祓は諸国に伝播していったとみられる。なかでも12世紀には春日社において中臣祓が行われていたがことが明らかになっている。さらに仏僧も中臣祓を用いた儀礼を行うようになり、平安時代末期には仏僧による注釈書『中臣祓訓解』が成立したと推定される。

中臣祭文という呼称は平安時代末期からやや広く用いられていたとみられる。それ以降、陰陽師などが大祓の神事を私的に行い始め、大祓詞は社会一般で常の祭祀や祈願の祝詞として広く用いられるようになる。鈴木重胤『祝詞講義』巻十は大祓詞の呼称について次のように説く（現代語訳）。
大祓詞を俗に中臣祓ということも古いことである。しかし祓とは行事のことなので、正しくは中臣祓詞というべきである。古語拾遺に「天種命子をして天津罪・国津罪のことを解除（はらえ）させる。いわゆる天津罪とは云々、国津罪とは国中の人民の犯すところの罪であり、その内容は中臣祓詞に詳しい」と見えるのは正しい説であり、その意味は、中臣は祓を掌る職であり、中臣の人が宣読するから中臣祓詞というのである。
伊勢神道では、祓の独自の作法が鎌倉時代初頭までに成立し、鎌倉時代後期から秘伝化していった。吉田神道でも中臣祓は重視され独特の儀礼や註釈が行われた。
中世には日本書紀神代巻の研究と並んで中臣祓の研究が進み、その信仰が深まる。それには、伊勢神道とその神道五部書からの影響が著しく、また両部神道や山王神道の影響も認められる。早くは度会家行の類聚神祇本源に中臣祓訓解の説を引用しており、世上ではこれを空海の著作として伝えているが、実際には鎌倉時代後期に公になったものとみられる。神宮文庫所蔵の中臣祓注抄は鎌倉時代初期の建保3年6月（1215年）の古写本を筆写したものである。藤原朝臣御子大夫を称する者の大祓詞同注も同時期の研究である。室町・戦国時代に中臣の祓の研究に最も注力したのは京都神楽岡の吉田家であり、特に吉田兼倶において最も著しい。兼倶は『中臣祓聞書』を、その子清原宣賢は『中臣祓抄』を著した。兼倶の子孫の吉田兼永・吉田兼右は両書の講説・宣伝・書写・普及に努めた。
平安時代末期から江戸時代にかけて、日常よみ上げるものを中臣祓詞と呼び、6月12月の晦日の大祓式で読み上げるものを大祓詞と呼んで、両者を区別した。大祓式の大祓詞と日常よみ上げる中臣祓詞とでは首尾や中間などで表現が異なる。そして江戸時代の後期に国学や復古神道が盛んになるにつれて、元の大祓詞という名称が再び用いられるようになる。

## 内容
延喜式に載る六月晦大祓は次の3つの要素で構成される。
1. 大祓の実施について官人に告知する。
2. 人々による罪の発生から、神々による罪の抹消に至るまでの祓の過程を告知する。
3. 卜部氏への指示を告知する。

大祓詞は、内容から大きく前段と後段の2つに分けられる。
前段は、大祓に参集した皇族・百官に対して「祝詞をよく聞け」という内容の文言から始まる。これは当初の大祓詞が参集者に対して宣り聞かせるものであったことの名残であり、今日の神社本庁の大祓詞ではこの部分は省略されている。次に、葦原中国平定から天孫降臨し天孫が日本を治めることになるまでの日本神話の内容が語られる。そしてそのような国の国民が犯してしまう罪の内容を「天つ罪・国つ罪」として列挙し、そのような罪が出たときの罪の祓い方が述べられる。罪の内容については、今日の「罪」の観念にあわないものが多く、差別的ととられかねないものもあることから、神社本庁の大祓詞では罪名の列挙を省略して単に「天津罪・国津罪」とだけ言っている（大正3年内務省制定の大祓詞にて削除されたものが踏襲されている）。
後段では、そのような祓を行うと、罪・穢れがどのように消滅するかが語られる。罪・穢れが消滅する様を様々な喩えで表現した後、四柱の祓戸神によって消え去る様子が述べられる。

### 天津祝詞の太祝詞事
前段の最後にある「天津祝詞の太祝詞事」について、国学が興った江戸時代以降、この語句の解釈を巡って議論されてきた。
本居宣長は『大祓詞後釈』で、「天津祝詞の太祝詞事」は大祓詞自体のことであるとする説を唱えた。賀茂真淵も『祝詞考』で同様の意見を述べている。戦前に神社を管轄していた内務省ではこの説を採用し、その流れを汲む神社本庁でもその解釈をとっている。神社本庁では、前段と後段の間には何も唱えず、一拍置くだけとしている。
しかし、「天津祝詞の太祝詞事」は神代より伝わる秘伝の祝詞であり、秘伝であるが故に延喜式には書かれなかったのだとする説もある。本居宣長の「歿後の門人」である平田篤胤は、未完の『古史伝』の中で「天照大神から口伝されてきた天津祝詞之太祝詞事という祝詞があり、中臣家にのみ相伝されたのだ」という説を唱えている。そして『天津祝詞考』にて、その祝詞は伊邪那岐命が筑紫の日向の橘の小戸の阿波岐原で禊祓をしたときに発した言葉であるとし、様々な神社や神道流派に伝わる禊祓の祝詞を研究しそれを集成した形で、「天津祝詞の太祝詞事」はこのようなものだというものを示している。篤胤が示した「天津祝詞の太祝詞事」は神社本庁以外の神道の教団の多くで「天津祝詞」として採用されており、大祓詞の前段と後段の間に唱えられるほか、単独で祓詞としても用いられている。